# Чорна (притока Ками, Камбарський район)
Чо́рна (рос. Чёрная) — невелика річка в Камбарському районі Удмуртії, Росія, ліва притока Ками.
Починається на північний схід від села Кама, посеред тайги. Протікає на захід та південний захід, впадає до річки Кама між селами Шолья та Кама. Річка неширока, береги невисокі, порослі лісом. У верхів'ях пересихає.
На річці розташоване колишнє село Чорна Річка, де побудовано автомобільний та залізничний мости.